# Okresní soud v Ústí nad Labem
Okresní soud v Ústí nad Labem je okresní soud se sídlem v Ústí nad Labem, jehož odvolacím soudem je Krajský soud v Ústí nad Labem. Rozhoduje jako soud prvního stupně ve všech trestních a civilních věcech, ledaže jde o specializovanou agendu (nejzávažnější trestné činy, insolvenční řízení, spory ve věcech obchodních korporací, hospodářské soutěže, duševního vlastnictví apod.), která je svěřena krajskému soudu.
Soud se nachází v nové budově s bezbariérovým přístupem v ulici Kramoly.

## Soudní obvod
Obvod Okresního soudu v Ústí nad Labem se shoduje s okresem Ústí nad Labem, patří do něj tedy území těchto obcí:
Dolní Zálezly •
Habrovany •
Homole u Panny •
Chabařovice •
Chlumec •
Chuderov •
Libouchec •
Malé Březno •
Malečov •
Petrovice •
Povrly •
Přestanov •
Ryjice •
Řehlovice •
Stebno •
Tašov •
Telnice •
Tisá •
Trmice •
Ústí nad Labem •
Velké Březno •
Velké Chvojno •
Zubrnice